# MG 34
L'MG 34 (abbreviazione del tedesco Maschinengewehr 34) è una mitragliatrice ad uso generalizzato tedesca della seconda guerra mondiale.

## Storia
Quest'arma fu realizzata dalla Mauser in base a specifiche del Waffenamt; essa fu la prima moderna mitragliatrice multiruolo prodotta in massa. Diretta progenitrice fu la MG 30, sviluppata alla fine degli anni '20 dalla Rheinmetall e che incorporava molte caratteristiche d'avanguardia: raffreddamento ad aria, canna rapidamente intercambiabile, alimentazione sia a caricatore che a nastro, fuoco selettivo e peso molto contenuto. La MG 30 venne rifiutata dalla Reichswehr (come si chiamavano allora le forze armate tedesche) perché giudicata inadatta alle severe condizioni operative, anche se poi le sue versioni modificate MG 15 e MG 17 vennero adottate dalla Luftwaffe: ma le caratteristiche generali destarono attenzione. Pochi anni dopo, l'ascesa al potere del partito nazional-socialista coincise con un vasto programma di riarmo e la celebre ditta Mauser Werke di Oberndorf am Neckar incaricò il suo progettista Heinrich Vollmer di riprendere i progetti precedenti per disegnare una nuova mitragliatrice bivalente, capace di fungere sia da arma d'assalto di squadra che da arma pesante d'accompagnamento di reparto. Il progetto fu accettato dopo una serie di test positivamente superati, e nel 1934 l'arma fu ufficialmente adottata come MG 34, dove MG sta per Maschinen-Gewehr ("fucile mitragliatore").

### Caratteristiche
Nel progetto dell'MG 34 si trovano molte ottime caratteristiche di armi precedenti ed al tempo stesso alcune particolarità del tutto originali; tra queste, un sistema di sostituzione della canna particolarmente funzionale; una scomponibilità per la normale manutenzione rapida ed agevole dovuta principalmente agli innesti a baionetta con i quali sono unite la maggior parte delle componenti; un calcio in materiale sintetico ad alta resistenza; un supporto della canna che incorpora efficacemente il cono rompi fiamma e l'acceleratore di rinculo. L'arma è prodotta con ottime lavorazioni e materiali di alta qualità, con lunghi processi alla macchina utensile che causavano un costo unitario di ben 375 Reichsmark. Particolarmente innovativo era il concetto di mitragliatrice bivalente, in grado di fungere sia da arma d'assalto che di accompagnamento: per questo la MG 34 contava su di un efficace raffreddamento ad aria mediante un manicotto traforato che avvolgeva la canna disperdendo il calore causato dallo sparo, e la canna stessa è rapidamente sostituibile per consentire un fuoco prolungato. Un affusto a treppiede (Lafette 34) venne appositamente realizzato, molto robusto e ben progettato, munito anche di un congegno ottico telescopico per il fuoco a lunga distanza: montata sull'affusto la MG 34 poteva effettuare fuoco d'interdizione fino a 1800 metri, e la gittata teorica massima era di ben 3500 metri.
Per tutta la durata della guerra la MG 34 fu la mitragliatrice bivalente standard della Wehrmacht e delle altre forze armate germaniche; e fino al 1945 restò la più diffusa, nonostante dal 1943 fosse stata sostituita nella produzione dalla più semplice ed economica MG 42. Venne ampiamente fornita anche agli alleati del Terzo Reich ed a formazioni paramilitari; i militari tedeschi apprezzarono molto il peso ridotto, la compattezza e l'alto volume di fuoco dell'arma, mentre lamentarono spesso le tolleranze molto ridotte che obbligavano i suoi utilizzatori a un'accurata manutenzione. Tuttavia, le ottime caratteristiche generali e l'alto livello di addestramento dei suoi utilizzatori (come tutte le mitragliatrici, solo del personale specializzato può sfruttarne a fondo le peculiarità) assicurarono alla MG 34 un'elevata reputazione di efficienza e maneggevolezza.
Nella Wehrmacht la MG 34 era distribuita in ragione di 4 per plotone (una per squadra) mentre ogni compagnia fucilieri o granatieri aveva almeno 4 MG 34 in configurazione mitragliatrice pesante, su affusto. In più, le MG 34 erano estesamente montate su veicoli, sidecar, semicingolati e ovviamente sui carri armati.
Nell'immediato dopoguerra parecchie MG 34 sono state impiegate in Cecoslovacchia, in Francia ed in Israele, e nella Guerra d'Algeria; inoltre venne ampiamente venduta alle nazioni arabe durante le guerre arabo-israeliane. Alcune MG 34 sono state catturate ai Vietcong nel Vietnam del Sud. Negli anni '50 e '60 la MG 34 apparve spesso in conflitti locali e guerre civili in Africa e Sud America.

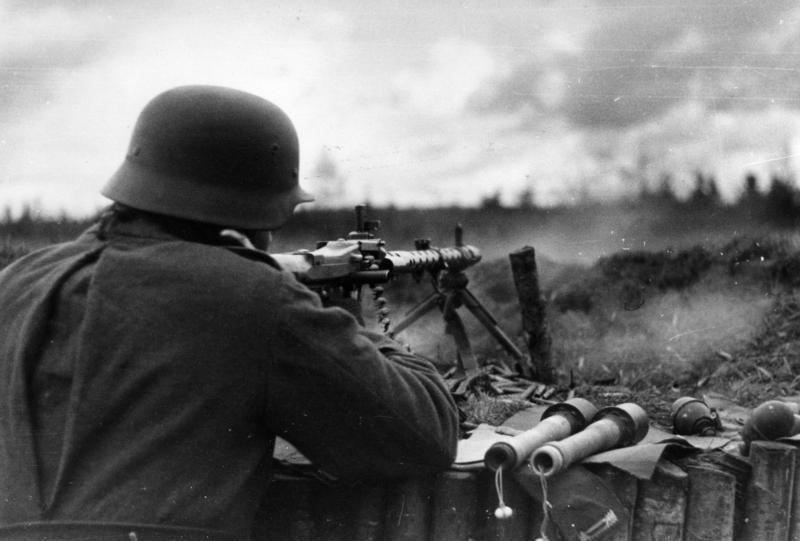
Militare tedesco sul fronte russo apre il fuoco con una MG 34 contro truppe sovietiche: l'immagine mette in evidenza la notevole compattezza dell'arma. Si notano alzo e mirino sollevati, in posizione di utilizzo, e a destra del militare alcune granate con manico M24 e M39 "a uovo", pronte all'uso.

Durante la seconda guerra mondiale la Savage Arms Corporation studiò l'MG 34 per conto dell'U.S. Army, ma giunse alla conclusione che per produrre un'arma del genere era necessario creare un'attrezzatura eccessivamente complessa, ragion per cui ogni progetto in merito fu abbandonato.
L'MG 34 creò talvolta dei problemi e gli stessi tedeschi dovettero ammettere che la sua messa a punto iniziale fu quanto mai difficoltosa; il problema sostanziale di quest'arma era dato dalla scarsa tolleranza dei vari pezzi componenti il meccanismo che risultava così estremamente lungo e costoso da fabbricare e soggetto ad inconvenienti funzionali, soprattutto in situazioni ambientali avverse. Insomma, l'arma era troppo complicata e costosa da produrre, e fin dal 1940 i Tedeschi cominciarono a studiare un sostituto più semplice, economico ed efficiente, giungendo poi a sviluppare la celebre MG 42.

## Specifiche tecniche

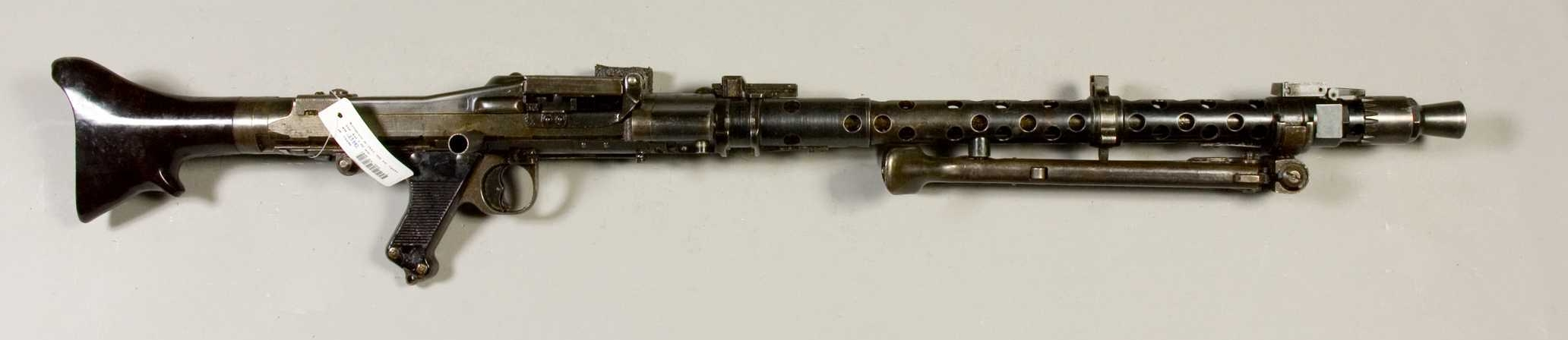
MG 34 conservata al Museo dell'Esercito di Stoccolma. Si nota sopra l'impugnatura la leva di armamento, orizzontale, ed il grilletto a due posizioni per il tiro automatico o semiautomatico. Il bipiede è ripiegato in posizione di trasporto sotto il manicotto della canna; si vede bene anche l'alzo abbattuto, e il cono spegnifiamma alla volata, con immediatamente dietro di esso il rafforzatore di rinculo.

Dal punto di vista meccanico, la MG 34 funziona mediante lo sfruttamento diretto del rinculo, con un otturatore rotante. Dopo aver inserito un nastro di proiettili sul vassoio di alimentazione, il tiratore arma l'otturatore mediante la leva di armamento; quindi, premendo il grilletto, l'otturatore scatta in avanti spinto dalla molla di riarmo, sfila una cartuccia dal nastro, la inserisce in camera di scoppio e, poiché l'otturatore ha una testa rotante con tenoni di chiusura, si blocca nella culatta realizzando una chiusura solida e sicura. Immediatamente dopo il percussore, spinto dal corpo dell'otturatore che, a differenza della testa, è ancora in movimento, raggiunge l'innesco della cartuccia e provoca lo sparo. A questo punto, dopo che il proiettile ha lasciato la canna, il rinculo dello sparo fa sì che la canna e l'otturatore, saldamente vincolati, rinculano assieme all'indietro per un breve tratto: il rafforzatore di rinculo posto immediatamente prima dello spegnifiamma di volata aumenta questo effetto, grazie ai gas di sparo che sfuggendo attraverso dei fori opportunamente sagomati, spingono la canna all'indietro. Poi, sotto il moto impresso da un'apposita camma, la testa dell'otturatore ruota e si svincola dalla culatta della canna, che cessa a quel punto di rinculare: l'otturatore invece prosegue la sua corsa all'indietro sfilando dalla camera il bossolo sparato, espellendolo verso il basso (sotto l'arma) e comprimendo la molla di riarmo: se il tiratore tiene premuto il grilletto, a un certo punto l'otturatore viene risospinto in avanti dalla molla e il ciclo si ripete. Se invece il grilletto viene rilasciato, la leva di scatto intercetta l'otturatore e lo blocca, e il ciclo si interrompe. Il tutto funzionava molto bene ma richiedeva un bel numero di parti in movimento, accoppiamenti precisi e lunghe e costose lavorazioni alla macchina utensile, con ridotte tolleranze.

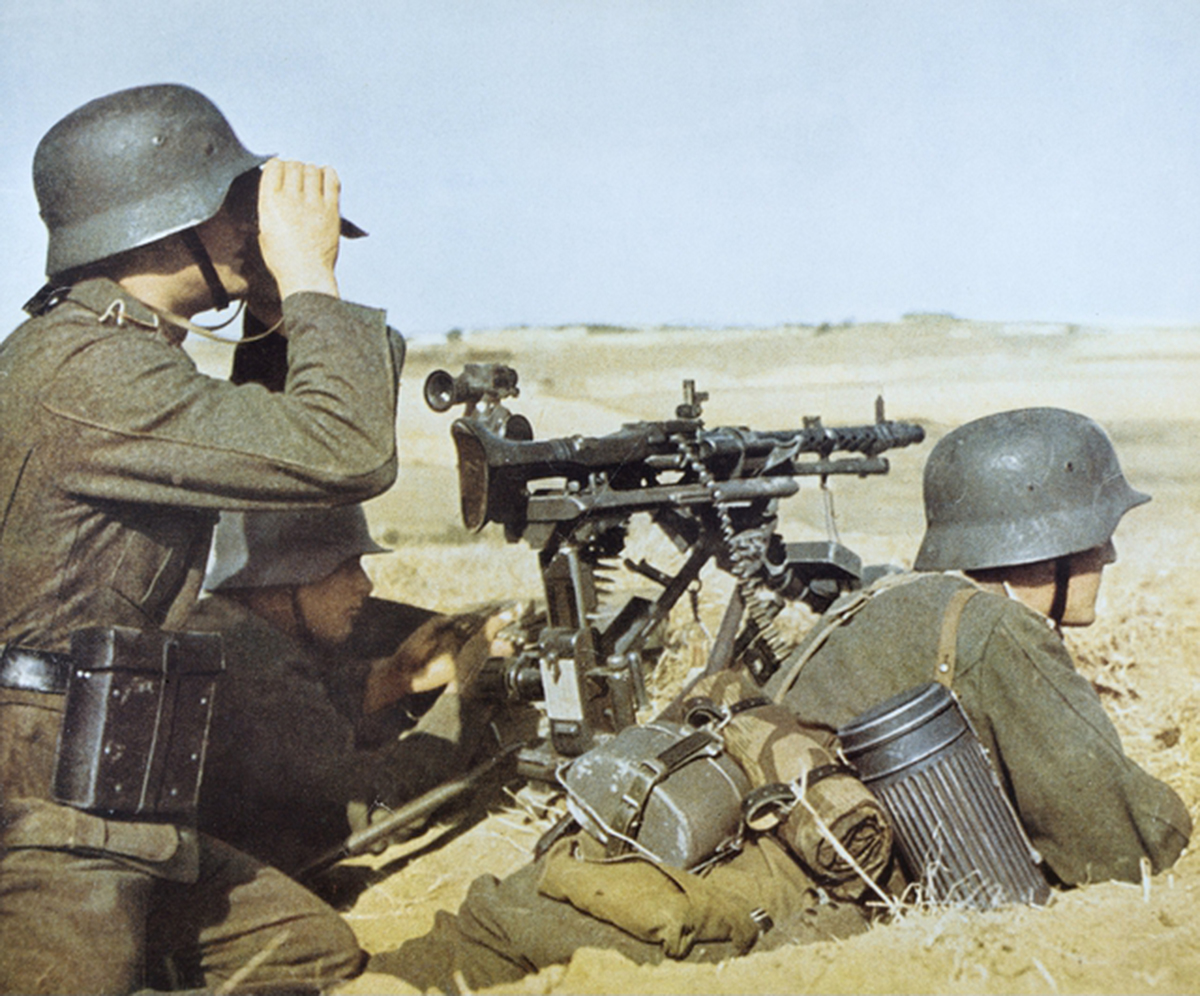
Squadra mitraglieri della Wehrmacht nelle prime fasi dell'Operazione Barbarossa, estate 1941: si nota la MG 34 usata nel suo ruolo di arma di accompagnamento pesante di compagnia, sull'affusto Lafette 34. L'immagine rende l'idea della complessità e accurata realizzazione dell'affusto che comprendeva un ammortizzatore a molla e un congegno di fuoco progressivo automatico (Tiefenfeuerautomat). L'uomo in primo piano con il binocolo porta alla cintura la speciale custodia per parti di ricambio e attrezzi distribuita ai mitraglieri.

Un difetto dell'arma era il meccanismo di trascinamento del nastro abbastanza debole. Se il nastro di cartucce presentava qualche deformazione, evento tutt'altro che raro, la MG 34 si inceppava di frequente: un apposito attrezzo era distribuito ai mitraglieri per estrarre le cartucce incastrate nell'arma, e i manuali di addestramento erano maniacali nel raccomandare ai soldati di conservare i nastri nelle cassette metalliche fino al momento dell'utilizzo.
Il congegno di scatto dell'MG 34 è simile a quello dell'MG 13 con un grilletto a due posizioni: premendo il grilletto nella porzione superiore si ottiene il tiro a colpo singolo, mentre premendolo in basso si ottiene il colpo a raffica.
Il ciclo di sparo ad otturatore aperto favorisce il raffreddamento della canna, che può essere sostituita rapidamente (in media ogni 400-500 colpi) per evitare che si surriscaldi, in modo da proseguire il fuoco per lunghi periodi (a patto di avere abbastanza canne di ricambio): una leva di sblocco apre una cerniera che unisce il castello al manicotto, il manicotto ruota verso sinistra e abbassando il calcio dell'arma la canna è libera di sfilarsi dal manicotto e di essere sostituita. Mediamente una squadra mitraglieri di 3 uomini portava sempre con sé almeno 2 canne di ricambio, in apposite custodie di lamiera tubolare, che sostituite a intervalli regolari permettevano di sparare quasi ininterrottamente.
Quanto agli organi di mira, erano anch'essi di concezione avanzata: mirino anteriore a V e alzo a ritto e cursore entrambi abbattibili per evitare di impigliarsi durante il trasporto. Un apposito mirino contraereo a reticolo era inserito nel kit in dotazione ai mitraglieri, e venne anche prodotto un affusto contraerei estensibile a treppiedi.
La linea dell'arma è snella e compatta, la lunghezza moderata (122 cm) e il peso ridotto (12 kg).
Queste caratteristiche e la presenza di un calcio e di un'impugnatura a pistola la rendono una via di mezzo tra un fucile mitragliatore e una mitragliatrice pesante.
La cartuccia era la 7,92 × 57 mm Mauser, quella del fucile di ordinanza calibro 7,92 mm, e l'arma aveva caratteristiche balistiche straordinarie: aveva un alzo graduato fino a 2 000 m, ma il fuoco poteva essere effettuato oltre i 3000 m grazie all'affusto Lafette 34 munito di un alzo a cannocchiale. Speciali munizioni marcate sS, molto potenti, vennero prodotte appositamente per le mitragliatrici, con una carica di lancio maggiorata per aumentare gittata e cadenza di tiro.

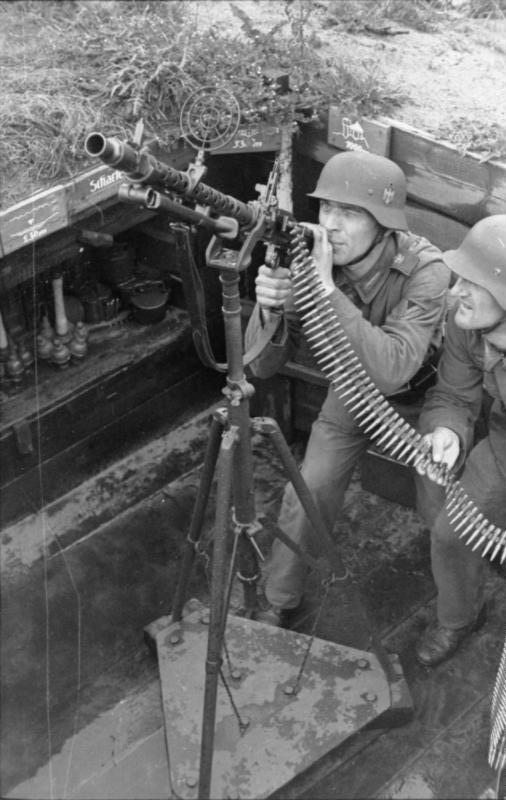
Soldati tedeschi in una trincea del Vallo Atlantico si esercitano al tiro contraerei con una MG 34 montata sull'apposito treppiede: notare anche il mirino antiaereo in dotazione all'arma.

L'alimentazione avveniva tramite cassetta da 200 colpi, o con caricatori circolari (Trommelmagazin) da 50, studiati per gli assalti, o con caricatori a doppio serbatoio (a "sella"). Quest'ultimo si inseriva a cavallo dell'arma, comprendeva due contenitori da riempire con 75 colpi ma necessitava di un apposito coperchio e veniva usato perlopiù sugli aerei.

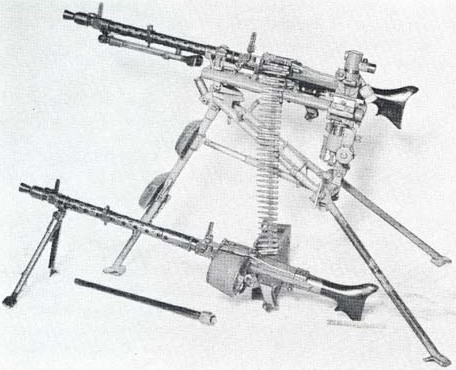
MG 34 mostrata nei due ruoli che poteva ricoprire: mitragliatrice pesante, montata sul suo affusto Lafette 34 munito di ottica per il tiro a lunga distanza, oppure fucile mitragliatore di squadra (in basso) con un caricatore a tamburo da 50 colpi montato.

Per il fuoco prolungato erano disponibili le normali cassette in lamiera con nastri da 200 colpi divisi in quattro settori da 50 colpi l'uno.

## Varianti
Nel corso del conflitto furono realizzate diverse varianti dell'MG 34 originale. 
- L'MG 34 usata sui veicoli corazzati ha il manicotto della canna più robusto.
- MG 34S - MG 34/41: sono sensibilmente più corte, hanno un meccanismo di scatto modificato che consente solo il tiro a raffica, il loro ammortizzatore di rinculo è di maggiori dimensioni ed hanno la faccia della canna in corrispondenza alla bocca di maggior diametro per incrementare l'azione dell'acceleratore di rinculo; in queste armi è stato eliminato il dado di bloccaggio del percussore posto nella parte posteriore dell'otturatore e vi sono modifiche di dettaglio al meccanismo di alimentazione.

## Voci correlate

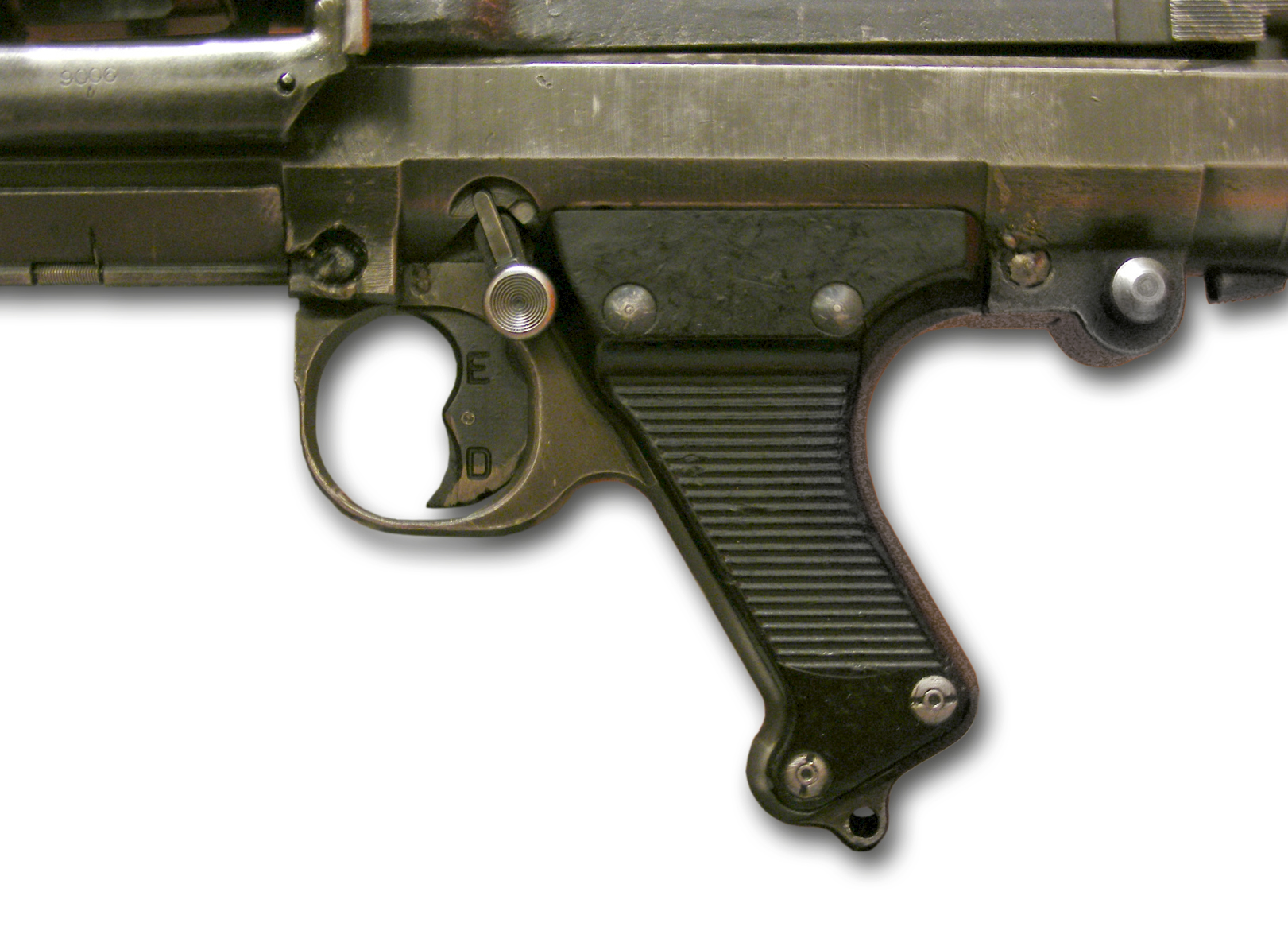
Il caratteristico grilletto a due posizioni della MG 34: l'incavo superiore marcato E (per Einzelfeuer) permetteva il fuoco a colpo singolo, mentre quello inferiore marcato D (Dauerfeuer) era usato per il fuoco automatico a raffica. Immediatamente sopra il grilletto si nota la sicura a leva, facilmente azionabile con il pollice dal tiratore.